# Johann Georg Fetzer

Johann Georg Fetzer

Ehepaar Fetzer mit Tochter

Titelseite der Pastoral-Theologie von Fetzer, 1908

Johann Georg Fetzer (* 12. Juli 1845 in Oberhausen; † 31. Juli 1909 in Volmarstein) war ein baptistischer Geistlicher und Lehrer am baptistischen Predigerseminar in Hamburg. Für das von ihm unterrichtete Fach Pastoraltheologie gab er ein Lehrbuch heraus. Außerdem publizierte er in baptistischen Zeitschriften. Ein besonderes Anliegen war ihm die Arbeit für Kinder und Jugendliche sowie die Verbindung zwischen nordamerikanischen und deutschen Baptisten.

## Leben
Johann Fetzer entstammte einer schwäbischen Auswandererfamilie, die sich 1857 im nordamerikanischen Cleveland ansiedelte.
1870 immatrikulierte sich Fetzer am baptistischen Rochester Theological Seminary und war dort Schüler des damals bekannten amerikanischen Theologen Augustus Hopkins Strong und des Deutschamerikaners August Rauschenbusch. 1876 führte ihn sein Weg zurück nach Deutschland. Hier besuchte er die Universität Leipzig und studierte unter anderem bei dem Alttestamentler Franz Delitzsch sowie bei den Dogmatikern Karl Friedrich August Kahnis und Christoph Ernst Luthardt. Entgegen seiner ursprünglichen Absicht, in die Vereinigten Staaten zurückzukehren, verblieb er in Deutschland und wurde 1878 Prediger der Baptistengemeinde Volmarstein-Grundschöttel. Hier trug er wesentlich zum inneren Aufbau der noch jungen Gemeinde bei. In die Zeit seines dortigen Dienstes fällt eine Reise in die USA, die er 1880/81 unternahm, um Gelder für den Neubau des baptistischen Predigerseminars in Hamburg zu sammeln.
Kurz nach seiner Rückkehr wurde er zum Lehrer am Hamburger Predigerseminar berufen und widmete sich hier vor allem der Pastoraltheologie. Zu diesem Thema erschien 1908 sein Lehrbuch; dass ein Lehrer am Seminar ein eigenes Lehrbuch drucken lässt, war ein seltenes Ereignis. Neben seiner Lehrtätigkeit engagierte er sich auch schriftstellerisch. Er schrieb zahlreiche Artikel für den Sendboten und den Wahrheitszeugen, zwei Periodika der deutschen Baptisten. Außerdem gab er von 1881 bis 1885 Wort und Werk, das Organ des baptistischen Jünglingsbundes, heraus und war außerdem über 14 Jahre Herausgeber des Führers, einer Materialsammlung für Sonntagsschulmitarbeiter.
Eine besondere Rolle spielte Fetzer auch als Sekretär des Deutsch-Amerikanischen Missionskomitees, als Vorsitzender des Jünglingsbundes (1904 bis 1909) und als Leiter des freikirchlichen Hamburger Sonntagsschulvereins, die er von 1897 bis 1909 innehatte.
Verheiratet war Johann Georg Fetzer seit 1877 mit Frida Fetzer (1855–1934), der ältesten Tochter des baptistischen Geistlichen August Rauschenbusch. Er verstarb während eines Besuches in seiner früheren Gemeinde Volmarstein-Grundschöttel, auf deren Friedhof er auch begraben liegt.

## Veröffentlichungen (Auswahl)
- Pastoral-Theologie. Kommissionsverlag J.G. Oncken Nachfolger, Kassel 1908